# 大格洛克納山
大格洛克纳山（德語：Großglockner），又意译作大钟山，是奥地利的最高峰，海拔高度为3798米。大格洛克纳山隶属于高地陶恩山脉中部的格洛克纳山脉，被认为是东阿尔卑斯山脉最重要的山峰之一。大格洛克纳山是奥地利最著名的地标之一，也是大格洛克纳阿尔卑斯高山公路沿线的主要景点。

## 地理

### 位置境域

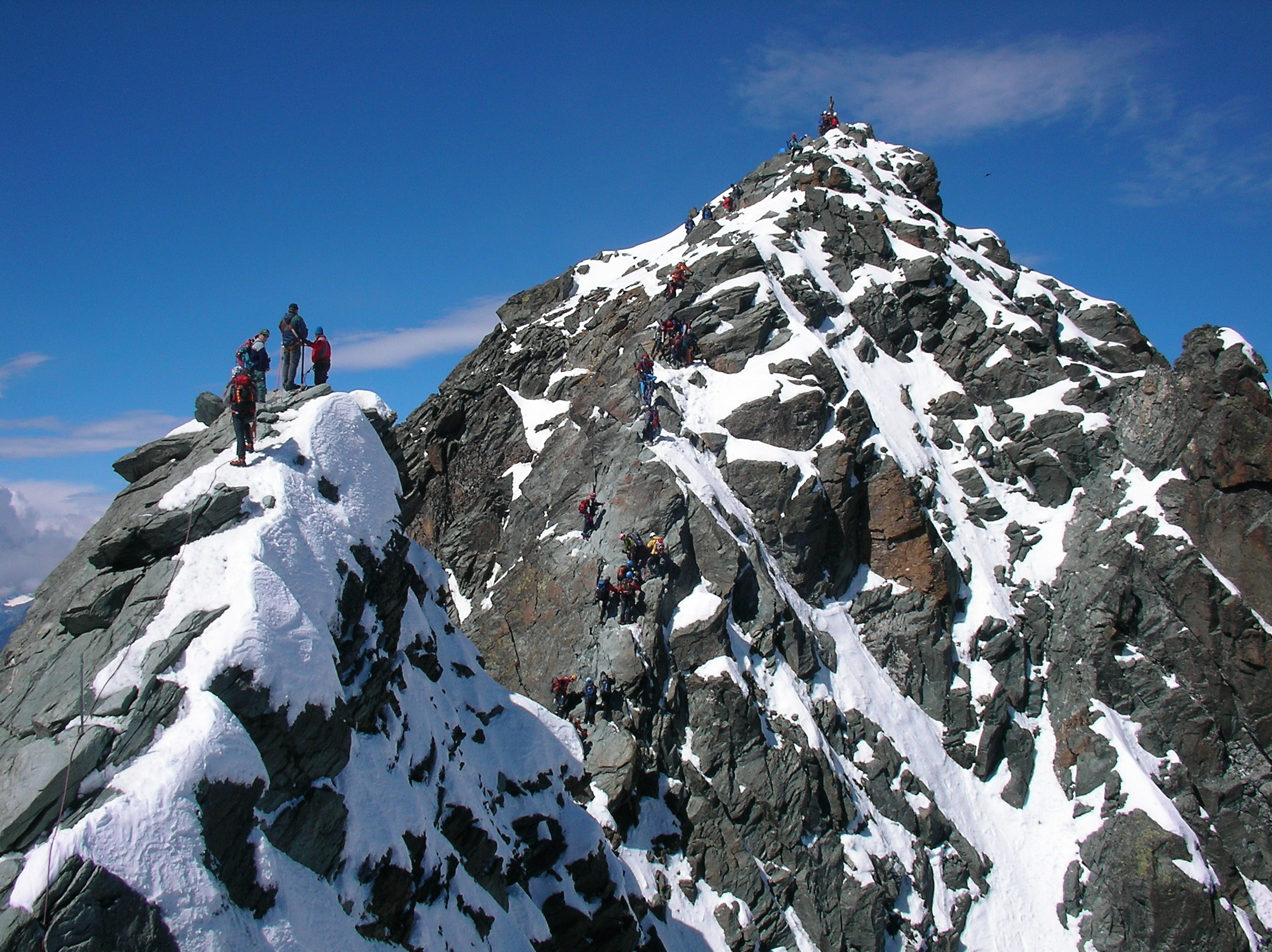
小格洛克纳山、上格洛克纳山坳和大格洛克纳山

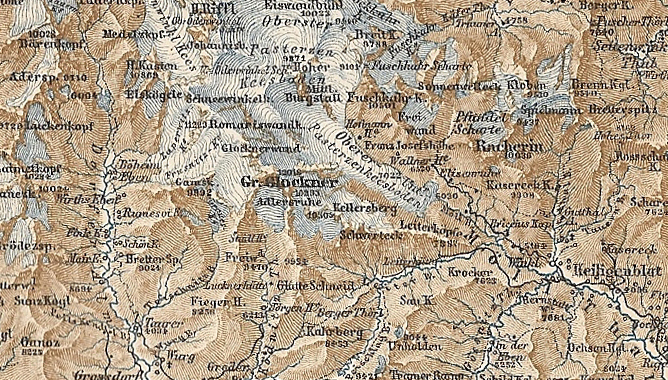
1878年大格洛克纳山地图

大格洛克纳山是布伦纳山口以东的阿尔卑斯山的最高峰，相对高度为2,424米，仅次于勃朗峰排名阿尔卑斯山第二。大格洛克纳山的远眺距离是东阿尔卑斯山所有山峰中最远的，达到了220千米，如果考虑地面折射甚至可以达到240千米。在峰顶能够眺望的面积超过150,000平方千米，西北方向最远能够看到施瓦本，北到雷根斯堡和波希米亚森林，西到奥特拉峰，南到波河河谷，东到特里格拉夫峰和托特斯山脉。
这座山附近最重要的市镇是大格洛克纳山麓卡尔斯（海拔1324m），位于东蒂罗尔的卡尔斯山谷，在山峰西南方向约8公里处，和海利根布卢特（海拔1291m），位于克恩滕州的莫尔山谷，在山峰东南方向约12公里处。

### 地形

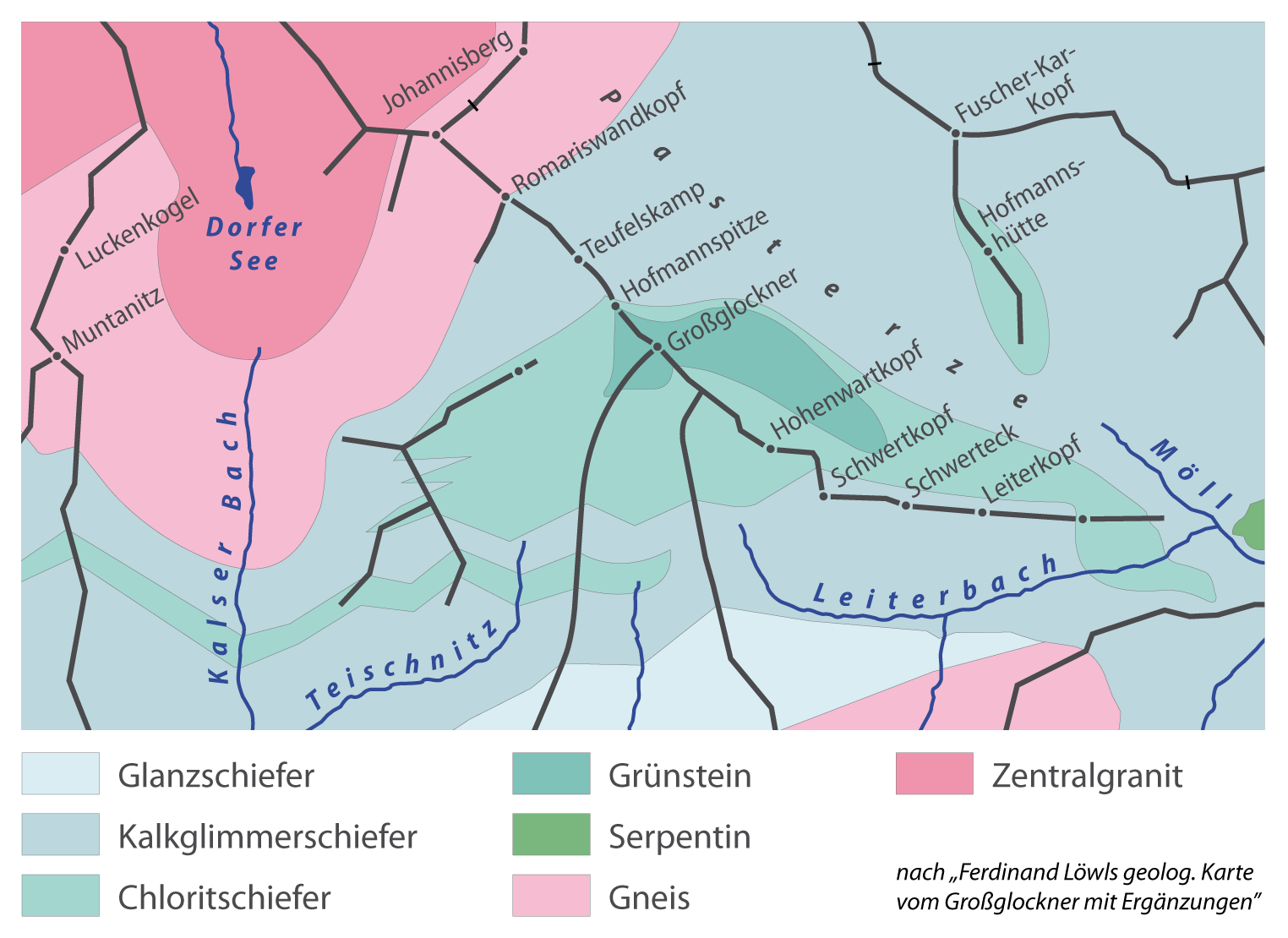
1898年大格洛克纳山及其周边地区的地质图

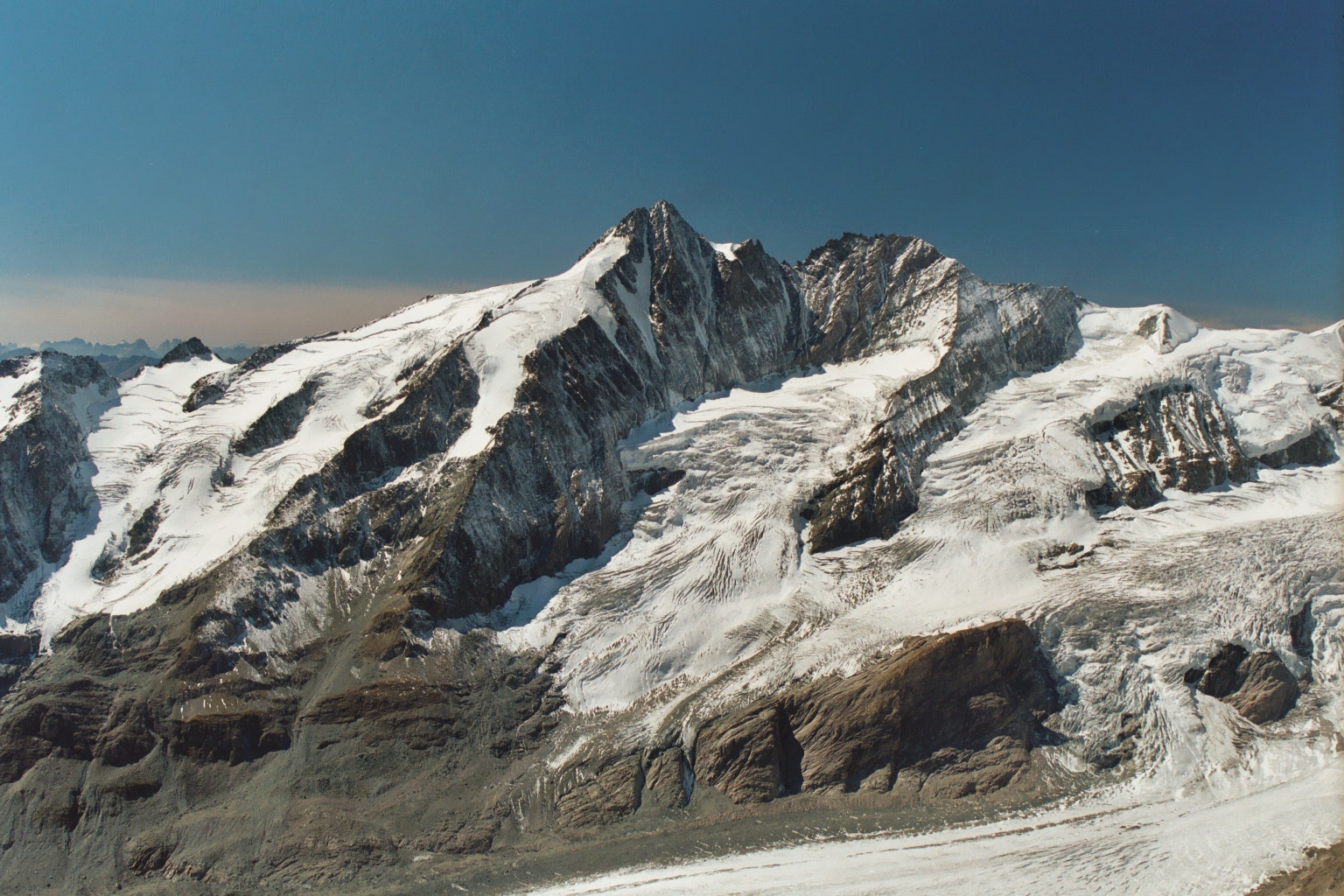
从富舍尔卡尔科普夫峰眺望大格洛克纳山

大格洛克纳山是一座金字塔形的岩石山峰，由于其巍峨的高度和被冰川覆盖的外观，人们经常将其与西阿尔卑斯山脉相比较。 3770米高的小格洛克纳山坐落在大格洛克纳山东南方向 ，二者形成了引人注目的双峰。关于小格洛克纳山被视为次峰还是独立山峰，在文献中有不同的说法。由于该山相对高度较小，以及其在登山史上与大格洛克纳山联系紧密，在历史文献中它被视为大格洛克纳山的一部分，但由于其独立的登山路线，登山文献将其归为独立山峰。
在两座山峰之间是海拔3766米高的上格洛克纳山坳，这是奥地利最高的山坳。

### 动植物
大格洛克纳山地区的植物群由高山和亚高山植物组成。该山的林木线是两个植物种群之间的过渡带，高度可达2000至2200米。雪线高度为2600至2700米，然而仍然有少数几种高山植物能够生存在山顶附近，比如鸦跖花和几种地衣。
除了高地陶恩国家公园的臆羚和阿尔卑斯旱獭，在格洛克纳山地区还有西域兀鹫、胡兀鹫和金雕等动物。此外这里还有多种蝴蝶。重新将阿尔卑斯羱羊放归野外的计划产生自1914年，20世纪60年代该方案被首次实施。2006年，大格洛克纳-帕斯特泽地区成为高地陶恩山脉拥有羱羊数量最多的地区之一。

## 旅游业
1919年圣日耳曼条约签订之后，原属奥地利的南蒂罗尔被割让给意大利，大格洛克纳山取代了奥特拉峰成为奥地利最高的山峰。从第一次世界大战以后一直到今天，大格洛克纳山旅游业不断发展，夏季游客数量平均每天超过150人次。然而现在，登山运动在商业上的重要性远不如乘车游览大格洛克纳阿尔卑斯高山公路。每年有大约90万游客通过公路来到能够眺望奥地利最高峰的弗朗茨•约瑟夫高地，而1935年8月高山公路开放以后的游客总数据估计已经超过5000万人次。据此，大格洛克纳山已经成为奥地利第二受欢迎的景点，仅次于美泉宫。这座山也出现在附近市镇大格洛克纳山麓卡尔斯和海利根布卢特的邮票和徽章之上。2007年以后，“Großglockner”这个名字成为了高地陶恩国家公园和大格洛克纳高山公路的共同商标。
据文献记载，大格洛克纳山总共有30多条攀登路线。 能够产生这么多的路线不仅是因为它的巍峨高度吸引了为数众多的登山者，而且是因为其较为复杂的山脊、冰上裂缝、冰川和岩壁结构。